# Санту-Ештеван-де-Брітейруш
Санту-Ештеван-де-Брітейруш (порт. Santo Estêvão de Briteiros; МФА: [ˈsɐ̃.tu ʃ.ˈte.vɐ̃w dɨ bɾi.ˈtɐj.ɾuʃ]) — парафія в Португалії, у муніципалітеті Гімарайнш. Розташована в північно-західній частині країни, на теренах історичної португальської провінції Дору-Міню. Входить до складу округу Брага. За адміністративним поділом, чинним до 1976 року, терени парафії були складовою провінції Міню. Належить до Бразької архідіоцезії Католицької церкви. Патрон — святий Стефан. Площа — 2,8438 км². Населення — 1292 ос. (2011). Сильно урбанізований регіон. Густота населення — 454,32 осіб/км²
. Код — 030847.

## Назва
- Брітейруш (Санту-Ештеван) (порт. Briteiros (Santo Estêvão)) — офіційна назва.

## Населення
| Кількість мешканців | Кількість мешканців | Кількість мешканців | Кількість мешканців | Кількість мешканців | Кількість мешканців | Кількість мешканців | Кількість мешканців | Кількість мешканців | Кількість мешканців | Кількість мешканців | Кількість мешканців | Кількість мешканців | Кількість мешканців | Кількість мешканців |
| ------------------- | ------------------- | ------------------- | ------------------- | ------------------- | ------------------- | ------------------- | ------------------- | ------------------- | ------------------- | ------------------- | ------------------- | ------------------- | ------------------- | ------------------- |
| 1864                | 1878                | 1890                | 1900                | 1911                | 1920                | 1930                | 1940                | 1950                | 1960                | 1970                | 1981                | 1991                | 2001                | 2011                |
| 304                 | 280                 | 285                 | 323                 | 353                 | 333                 | 382                 | 446                 | 478                 | 622                 | 754                 | 925                 | 1 146               | 1 348               | 1 292               |